# Thực vật trên cạn

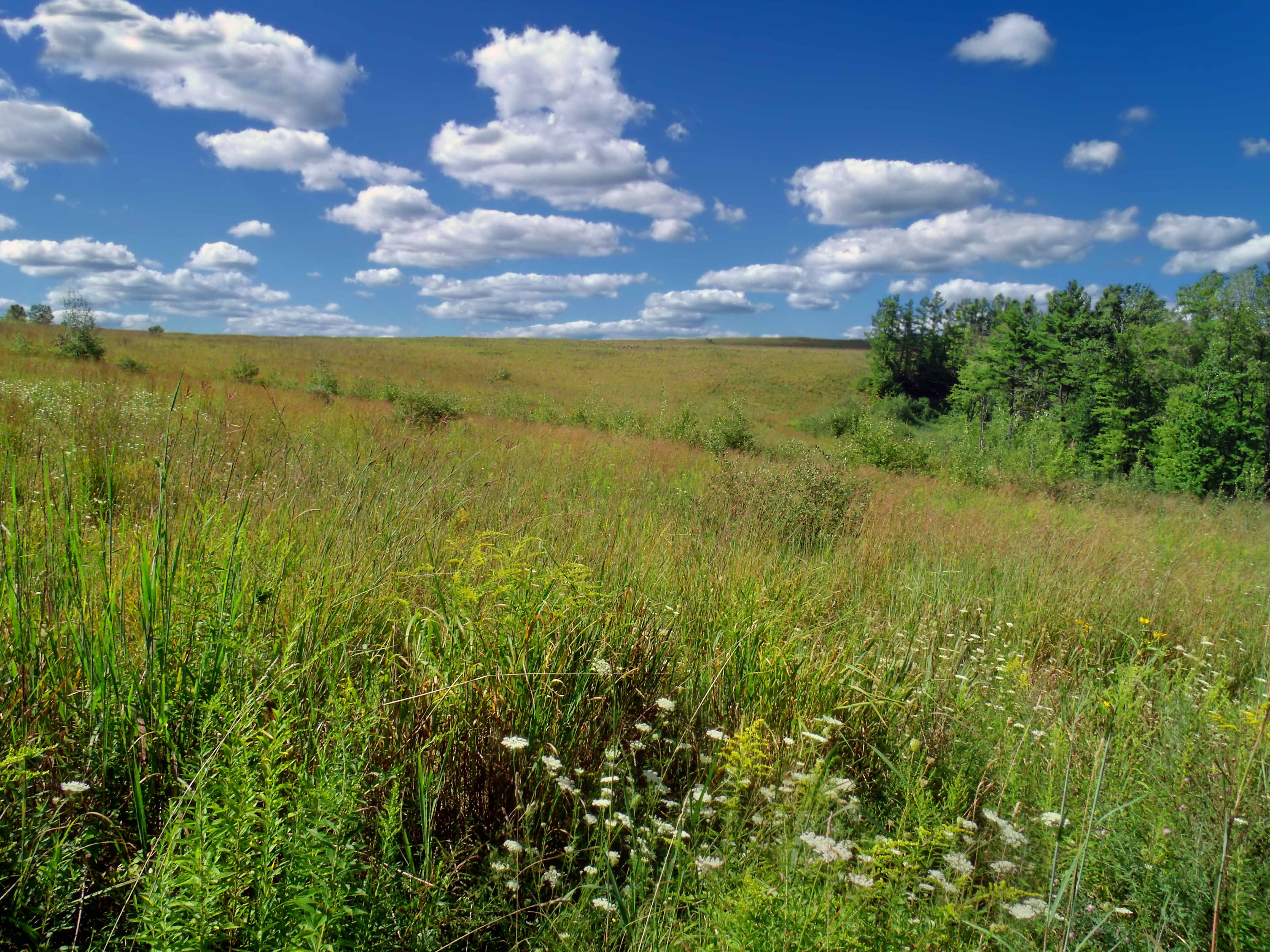
Thực vật trên cạn

Thực vật trên cạn là thực vật mọc trên, trong hoặc từ đất. Các dạng thực vật khác là thực vật thủy sinh (sống dưới nước), thực vật trên cây (epiphytic), thực vật trên đá (lithophytes) Thực vật trên cạn trong hệ sinh thái rừng có thể các loài cây, cây bụi và cây thân cỏ.